# Tour des mineurs d'Echery
La tour des mineurs d'Echery est un monument historique situé à Sainte-Marie-aux-Mines, dans le département français du Haut-Rhin.

## Localisation
Ce bâtiment est situé à Echery, Sainte-Marie-aux-Mines.

## Historique
L'édifice fait l'objet d'une inscription au titre des monuments historiques depuis 1993.
L'édifice fait l'objet d'un classement au titre des monuments historiques depuis 1998.